# Inarticulata
Inarticulata, též bezoporní ramenonožci, je podkmen ramenonožců zahrnující kranie, jazovky a pajazovky. Vychází z fylogenetických studií ukazujících jako sesterskou skupinu chapadlovky. V dnes překonaném systému byla sesterskou skupinou Articulata (opornatky). Konkurenční analýzy ale chapadlovky považují za sesterskou skupinu všech ramenonožců, skupina se tedy považuje spíše za nepřirozenou. Za společný znak se považuje nepárové chapadlo vytvořené na počátku ontogeneze lofoforu.

## Systém
| Inarticulata | \| Lingulata \| jazovky (Lingulida) \| \| \| jazovky (Lingulida) \| \| \| pajazovky (Discinida) \| \| \| \| |
|              | \| Lingulata \| jazovky (Lingulida) \| \| \| jazovky (Lingulida) \| \| \| pajazovky (Discinida) \| \| \| \| |
|              | kranie (Craniida)                                                                                           |
|              | |
| Lingulata    | jazovky (Lingulida)                                                                                         |
|              | jazovky (Lingulida)                                                                                         |
|              | pajazovky (Discinida)                                                                                       |
|              | |

| Lingulata | jazovky (Lingulida)   |
|           | jazovky (Lingulida)   |
|           | pajazovky (Discinida) |
|           |                       |